# Ише, Рене
Рене Ише (фр. René Iché; 21 января 1897, Саллель, департамент Од — 23 декабря 1954, Париж) — французский скульптор и график.

## Биография и творчество
Сын аптекаря. Учился в Нарбонне и Каркасоне, где подружился с Жоэ Буске. В 1914 году получил первую премию за рисунок в Школе изящных искусств Монпелье. С марта 1915 года, прибавив себе два года возраста, участвовал в Первой мировой войне как пехотинец, был ранен под Верденом и на Сомме, отравлен газами (1918). Награждён медалью, боевым крестом и Орденом Почётного легиона.
Демобилизовавшись в 1919 году, поселился в Париже на улице Жакоб (VI округ). Учился скульптуре у Бурделя, архитектуре у Огюста Пере. Работал реставратором в Реймсе, Амьене, Шантийи. Слушал лекции по эстетике у Анри Фосийона в Сорбонне. В 1923 году при поддержке Майоля и Бурделя участвовал в выставке в Салоне Независимых, но в день вернисажа его работа была снята по требованию полиции как неприличная. Его преследовали тени погибших на войне, но проект памятника жертвам Первой мировой в Кане был отвергнут комиссией как слишком пацифистский. С 1926 года Ише заинтересовался масками, изготовил портреты-маски Бретона и Элюара. Первая персональная выставка состоялась в 1931 году в галерее известного галериста, друга и покровителя Модильяни Леопольда Зборовского в Париже. Дружил с Максом Жакобом, был близок с Аполлинером, Пикассо, Цадкиным. В 1936 году посвятил испанской Республике скульптуру Мельпомена 1936, в 1937 году создал скульптуру Герника (моделью служила его шестилетняя дочь Елена). Участвовал во Всемирной выставке 1939 года в Нью-Йорке.
В 1940 году включился в Сопротивление. Одним из символов Сопротивления стала его скульптура Израненная. После войны был награждён медалью как участник движения. В 1947 году работы Ише были представлены на групповых выставках современных французских скульпторов, организованных Жаном Кассу в Германии, Австрии и Чехословакии, вместе с работами Джакометти, Жермены Ришье, Жака Липшица. В 1948 году — участник Венецианской биеннале вместе с Ришье, Шагалом, Браком, Анри Лораном.
Создал памятники участникам Сопротивления в Пюизо, Каркассоне и др. В 1949 году основал Национальный синдикат скульпторов, подготовил его манифест. В Париже и в провинции прошло несколько его крупных ретроспективных выставок.
Страдал от полицитемии. Преодолевая болезнь, побывал в Испании, Австрии, Польше. Заказанный скульптору правительством Польши памятник узникам Освенцима остался незавершённым из-за безвременной смерти автора. Надгробный памятник Аполлинеру, также оставленный им на середине, закончил Пикассо.
Скульптор похоронен на родине матери, в Увейяне, департамент Од.

## Образ в искусстве
В книге автобиографической прозы Буске Детская болезнь (1939), иллюстрированной работами Ише, он сам представлен как персонаж (Разбиватель камней). В фильме Жана Эсташа Дед Мороз с голубыми глазами (1966) одна из сцен разворачивается на фоне скульптур Ише. Эпизоды биографии Ише периода Сопротивления легли в основу образа Люка Жарди в фильме Жана-Пьера Мельвиля Армия теней (1969).